# Пелигни
Пелигните (на латински: Paeligni, Peligni) са древно италийско племе в Абруцио, Централна Италия.
Те са съюзени с марсите, маруцините и вестините през Втората самнитска война 325 пр.н.е.
Корфиниум (днес Корфинио) e град на марсийските пелигни.